# Ботінс (Техас)
Ботінс (англ. Botines) — переписна місцевість (CDP) в США, в окрузі Вебб штату Техас. Населення — 149 осіб (2020).

## Географія
Ботінс розташований за координатами 27°46′19″ пн. ш. 99°27′26″ зх. д. / 27.77194° пн. ш. 99.45722° зх. д. (27.771896, -99.457120).  За даними Бюро перепису населення США в 2010 році переписна місцевість мала площу 4,92 км², уся площа — суходіл.

## Демографія
Згідно з переписом 2010 року, у переписній місцевості мешкало 117 осіб у 36 домогосподарствах у складі 27 родин. Густота населення становила 24 особи/км².  Було 54 помешкання (11/км²).
Расовий склад населення:
| - 96,6 % — білих - 1,7 % — азіатів - 0,9 % — чорних або афроамериканців |

До двох чи більше рас належало 0,9 %. Частка іспаномовних становила 88,9 % від усіх жителів.
За віковим діапазоном населення розподілялося таким чином: 19,7 % — особи молодші 18 років, 74,3 % — особи у віці 18—64 років, 6,0 % — особи у віці 65 років та старші. Медіана віку мешканця становила 40,8 року. На 100 осіб жіночої статі у переписній місцевості припадало 101,7 чоловіків;  на 100 жінок у віці від 18 років та старших — 118,6 чоловіків також старших 18 років.
Цивільне працевлаштоване населення становило 8 осіб. Основні галузі зайнятості: сільське господарство, лісництво, риболовля — 100,0 %.